# Adil Tahif
Adil Tahif, född 24 februari 2001 i Casablanca, är en marockansk fotbollsspelare.

## Karriär
Adil Tahif spelar sedan 2022 i RS Berkane. Han ingick i det marockanska laget som vid olympiska sommarspelen 2024 i Paris tog brons efter att Marocko besegrat Egypten i bronsmatchen.